# ASEA

Logotipo de ASEA utilizado antes de la fusión con Brown Boveri.

Allmänna Svenska Elektriska Aktiebolaget (traducción al inglés: General Swedish Electric Company; traducción al español: Compañía Eléctrica General Sueca;  abreviación: ASEA) fue una compañía industrial sueca. Se fusionó con la suiza Brown, Boveri & Cie (BBC) en 1988 para formar Asea Brown Boveri. ASEA todavía existe, pero solo como empresa holding en posesión del 50% del Grupo ABB.

## Historia

Logotipo de ASEA utilizado desde finales del hasta 1933.

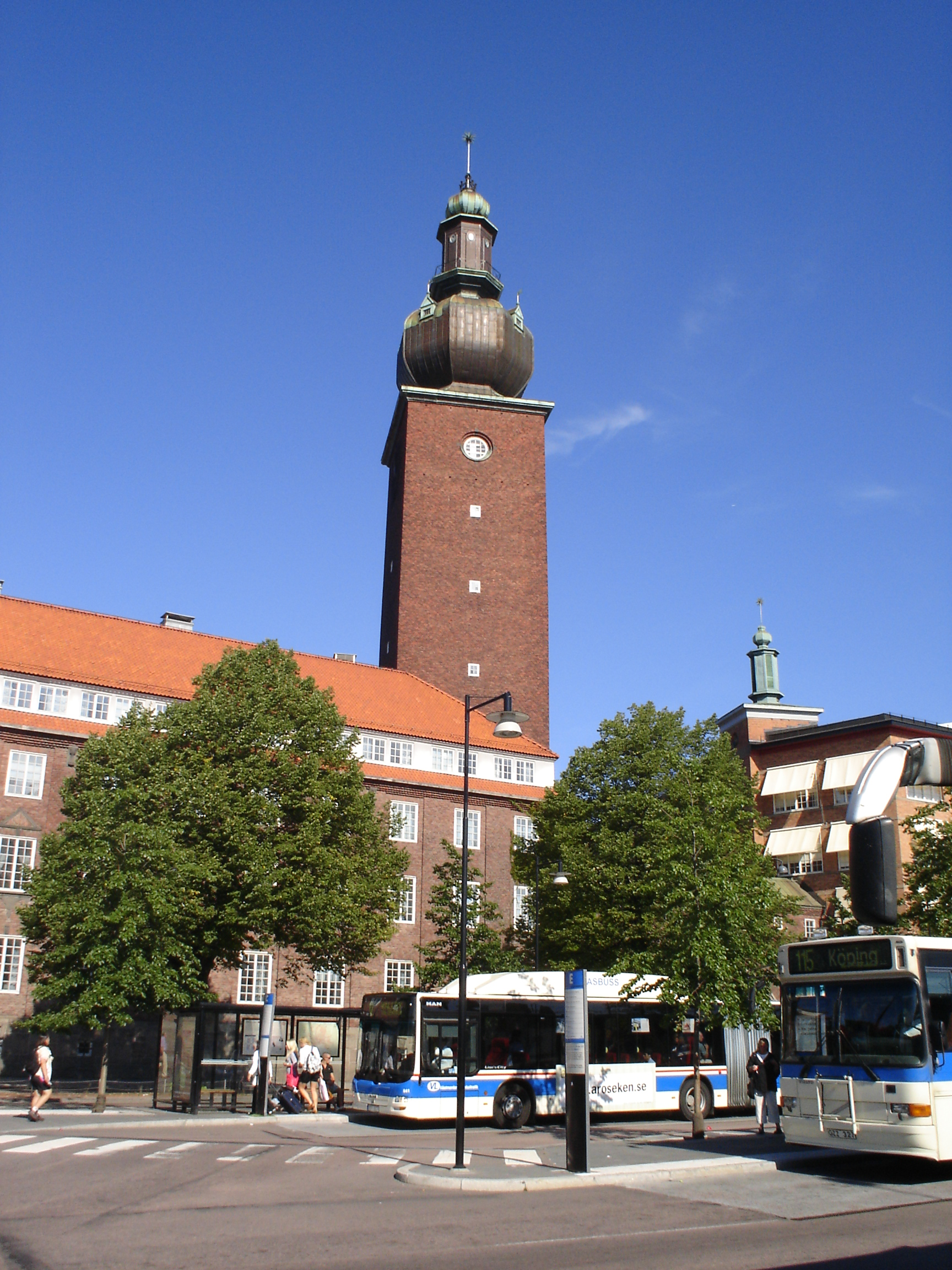
Sede central de ASEA en Västerås, Suecia.

ASEA fue fundada en 1883 por Ludvig Fredholm en Estocolmo como fabricante de luz eléctrica y generadores. Con la fusión con la empresa eléctrica Wenströms & Granströms (Wenströms & Granströms Elektriska Kraftbolag) el nombre de la compañía fue modificado a Allmänna Svenska Elektriska Aktiebolaget, literalmente "Eléctrica General Sueca Sociedad Limitada" (en inglés: "General Swedish Electrical Limited Company"), o abreviadamente ASEA.
- 1889 - El socio Jonas Wenström crea generadores trifásicos, motores y transformadores.
- 1933 - La compañía elimina la esvástica del logotipo, debido a la asociación del símbolo con la Alemania nazi.
- 1953 - ASEA crea el primer diamante industrial
- 1954  - El proyecto HVDC Gotland, se convierte en el primer sistema de transporte de corriente continua de alta tensión (HVDC)
- Década de 1960 - ASEA construye 9 de las 12 plantas nucleares de Suecia.
- 1974 - Robots industriales son introducidos por ASEA
- 1987 - Adquiere la finlandesa Oy Strömberg Ab
- 1988 - se fusiona con BBC Brown Boveri

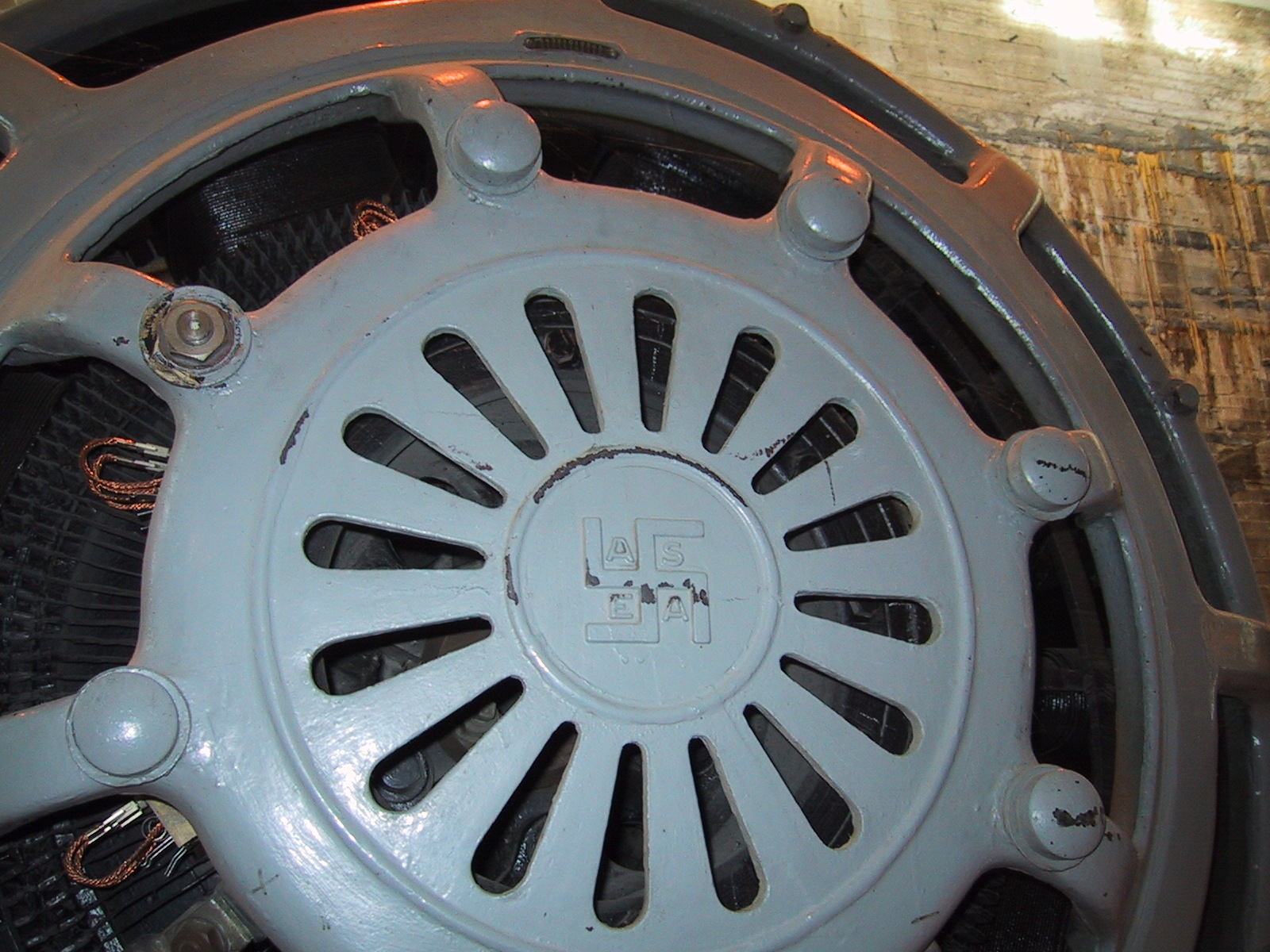
Exterior de un generador hidroeléctrico de ASEA en
Point du Bois, Manitoba, construido en 1911.

## Otras lecturas
- Jan Glete, Asea under hundra år: 1883-1983: en studie i ett storföretags organisatoriska, tekniska och ekonomiska utveckling. (Västerås, 1987). (en sueco)

- Datos: Q52665
- Multimedia: ASEA / Q52665